# Kim Gyu-ri (actriz nacida en 2008)
Kim Gyu-ri (nacida el 15 de septiembre de 2008) es una actriz infantil surcoreana.

## Filmografía

### Televisión
| Año  | Título                  | Papel            | Cadena | Ref. |
| ---- | ----------------------- | ---------------- | ------ | ---- |
| 2018 | Mi señor                | Lee Ji-an (niña) | tvN    |      |
| 2019 | Hotel del Luna          | Man-wol (niña)   | tvN    |      |
| 2019 | Pegasus Market          | Go Mi-joo        | tvN    |      |
| 2020 | Do Do Sol Sol La La Sol | Goo Ra-ra (niña) | KBS2   |      |

### Espectáculo de variedades
- I land2 n/a

## Publicidades
- 2012: Seguro de vida Shinhan.
- 2013: Kinder Chocolate.
- 2013: Samsung C&T Raemian.
- 2013: Samsung Electronics Zipel Refrigerador.
- 2013: Outback Steakhouse.
- 2014: Samsung Electronics Aire acondicionado.
- 2014: Lotte Group.
- 2014: CJ Tous Les Jours.
- 2015: Cheongam.
- 2018: Seguro de automóvil AXA.